# ميغان غوارنير
ميغان غوارنير (بالإنجليزية: Megan Guarnier)‏ مواليد 4 مايو 1985 في غلينز فولز، نيويورك، الولايات المتحدة، هي درّاجة أمريكية. شاركت في دورة الألعاب الأولمبية الصيفية.

## سباقات أو مراحل فاز بها
| التاريخ        | السباق                                                             | المركز                  |
| -------------- | ------------------------------------------------------------------ | ----------------------- |
| 22 مارس 2009   | Cholet Pays de Loire Dames 2009                                    |                         |
| 01 يناير 2011  | 2011 Joe Martin Stage Race Women                                   |                         |
| 01 يناير 2011  | 2011 Giro della Toscana Int. Femminile – Memorial Michela Fanini   | الفائز في التصنيف العام |
| 19 مايو 2011   | Chrono Gatineau Woman 2011                                         | العاشر في التصنيف العام |
| 21 مايو 2011   | جائزة غاتينو الكبرى للدراجات 2011                                  | التاسع في التصنيف العام |
| 29 فبراير 2012 | لي سامين ديس دامس 2012                                             | الخامس في التصنيف العام |
| 08 مارس 2012   | درينتشت آخت فان ويسترفيلد 2012                                     | العاشر في التصنيف العام |
| 25 مارس 2012   | Redlands Bicycle Classic (women) 2012                              | الفائز في التصنيف العام |
| 15 أبريل 2012  | Ronde van Gelderland 2012                                          |                         |
| 18 أبريل 2012  | فليش والون للسيدات 2012                                            | السابع في التصنيف العام |
| 21 أبريل 2012  | Omloop van Borsele 2012                                            | السابع في التصنيف العام |
| 24 يونيو 2012  | سباق الطريق للسيدات في بطولة الولايات المتحدة 2012                 | الفائز في التصنيف العام |
| 26 مايو 2014   | سباق الطريق للسيدات في بطولة الولايات المتحدة 2014                 |                         |
| 22 فبراير 2015 | Women's Tour of New Zealand 2015                                   |                         |
| 07 مارس 2015   | ستراد بينك للسيدات 2015                                            | الفائز في التصنيف العام |
| 25 مايو 2015   | سباق الطريق للسيدات في بطولة الولايات المتحدة 2015                 | الفائز في التصنيف العام |
| 12 يوليو 2015  | طواف إيطاليا للسيدات 2015                                          |                         |
| 16 أغسطس 2015  | طواف النرويج للسيدات 2015                                          | الفائز في التصنيف العام |
| 26 سبتمبر 2015 | 2015 سباق الطريق للسيدات في بطولة العالم لسباق الدراجات على الطريق |                         |
| 01 يناير 2016  | سباق الدراجات على الطريق للسيدات 2016                              | الفائز في التصنيف العام |
| 01 يناير 2016  | طواف العالم للدراجات للسيدات 2016                                  | الفائز في التصنيف العام |
| 12 أبريل 2016  | 2016 Durango-Durango Emakumeen Saria                               | الفائز في التصنيف العام |
| 22 مايو 2016   | طواف أمجين كاليفورنيا 2016                                         | الفائز في التصنيف العام |
| 28 مايو 2016   | سباق الطريق للسيدات في بطولة الولايات المتحدة 2016                 | الفائز في التصنيف العام |
| 05 يونيو 2016  | دراجات فيلادلفيا الكلاسيكية 2016                                   | الفائز في التصنيف العام |
| 10 يوليو 2016  | طواف إيطاليا للسيدات 2016                                          | الفائز في التصنيف العام |
| 01 يناير 2018  | طواف يوركشاير للسيدات 2018                                         | الفائز في التصنيف العام |
| 24 يونيو 2018  | سباق الطريق للسيدات في بطولة الولايات المتحدة 2018                 |                         |

## روابط خارجية
- ميغان غوارنير على موقع الاتحاد الدولي للدراجات (الإنجليزية)
- ميغان غوارنير على موقع أرشيف الدراجات (الإنجليزية)
- ميغان غوارنير على موقع إحصائيات الدراجات الإحترافية (الإنجليزية)
- ميغان غوارنير على موقع نسبة الدراجات (الإنجليزية)
- ميغان غوارنير على موقع CycleBase (الإنجليزية)
- ميغان غوارنير على موقع اللجنة الأولمبية الدولية (الإنجليزية)
- ميغان غوارنير على موقع أوليمبيديا (الإنجليزية)
- ميغان غوارنير على موقع اللجنة الأولمبية والبارالمبية الأمريكية (الإنجليزية)